# Романов, Александр Станиславович
Алекса́ндр Станисла́вович Рома́нов (род. 6 января 2000, Москва) — российский хоккеист, защитник клуба НХЛ «Нью-Йорк Айлендерс». Сын нападающего Станислава Романова и внук хоккейного тренера Зинэтулы Билялетдинова.

## Биография
Родился в семье бывшего игрока сборной России по хоккею Станислава и юриста Натальи Романовых — дочери известного хоккейного тренера Зинэтулы Билялетдинова.
Воспитанник школы «Крылья Советов». Первый тренер — Сергей Иванович Касьянов. На молодёжном уровне играл за «Крылья Советов» и «Красную армию».
В 2018 году выбран во 2-м раунде под общим 38-м номером клубом «Монреаль Канадиенс», после выбора на драфте перешёл в ЦСКА, с которым в 2019 году выиграл Кубок Гагарина. 13 июля 2020 года подписал с «Канадиенс» трёхлетний контракт новичка. В составе «Канадиенс» он дошёл до Финала Кубка Стэнли 2021 года, в котором его команда проиграла «Тампе-Бэй Лайтнинг» в серии со счётом 4-1.
7 июля 2022 года был обменян в «Нью-Йорк Айлендерс» на право выбора в первом раунде драфта 2022 года.

## Семья
Есть младшая сестра Мария (2006).
Женат. В феврале 2023 года стал отцом — его супруга София родила дочь Оливию

## Достижения

### Командные
- Бронзовый призер молодёжного чемпионата мира: 2019
- Серебряный призер молодёжного чемпионата мира: 2020
- Обладатель Кубка Гагарина: 2019

### Личные
- Лучший защитник молодёжного чемпионата мира по версии IIHF: 2019[8]
- Лучший защитник молодёжного чемпионата мира по версии журналистов: 2019[8]